# Ландасури
Ландасури (исп. Landázuri) — город и муниципалитет в северо-восточной части Колумбии, на территории департамента Сантандер. Входит в состав провинции Велес.

## История
Поселение, из которого позднее вырос город, было основано 1 апреля 1907 года. Муниципалитет Ландасури был выделен в отдельную административную единицу в 1974 году.

## Географическое положение

Муниципалитет Ландасури

Город расположен в юго-западной части департамента, на западных склонах Восточной Кордильеры, на расстоянии приблизительно 120 километров к юго-западу от города Букараманги, административного центра департамента. Абсолютная высота — 945 метров над уровнем моря.
Муниципалитет Ландасури граничит на северо-западе с территорией муниципалитета Пуэрто-Парра, на северо-востоке и востоке — с муниципалитетом Велес, на юге — с муниципалитетом Симитарра, на западе— с муниципалитетом Боливар. Площадь муниципалитета составляет 630 км².

## Население
По данным Национального административного департамента статистики Колумбии, совокупная численность населения города и муниципалитета в 2015 году составляла 15 374 человека.
Динамика численности населения муниципалитета по годам:
| 2005   | 2006   | 2007   | 2008   | 2009   | 2010   | 2011   | 2012   | 2013   | 2014   | 2015   |
| ------ | ------ | ------ | ------ | ------ | ------ | ------ | ------ | ------ | ------ | ------ |
| 15 192 | 15 192 | 15 213 | 15 239 | 15 259 | 15 276 | 15 300 | 15 322 | 15 335 | 15 359 | 15 374 |

Согласно данным переписи 2005 года мужчины составляли 52,5 % от населения Ландасури, женщины — соответственно 47,5 %. В расовом отношении белые и метисы составляли 95,6 % от населения города; негры, мулаты и райсальцы — 4,4 %.
Уровень грамотности среди всего населения составлял 76,6 %.

## Экономика
Основу экономики Ландасури составляет сельское хозяйство.
53,5 % от общего числа городских и муниципальных предприятий составляют предприятия торговой сферы, 38,1 % — предприятия сферы обслуживания, 7,5 % — промышленные предприятия, 0,9 % — предприятия иных отраслей экономики.

## Транспорт
Через город проходит национальное шоссе № 62 (исп. Ruta Nacional 62).